# Sverdlovski (Krasnodar)
Sverdlovski (del ruso: Свердловский) es un jútor del raión de Abinsk del krai de Krasnodar en el sur de Rusia. Está situado 4 km al sur de la orilla izquierda del río Kubán, 37 km al nordeste de Abinsk y 39 km al oeste de Krasnodar, la capital del krai. Tenía 263 habitantes en 2010. Pertenece al municipio Fiódorovskoye.